# De Kalb (Missouri)
De Kalb és una població dels Estats Units a l'estat de Missouri. Segons el cens del 2000 tenia 257 habitants.

## Demografia
Segons el cens del 2000, De Kalb tenia 257 habitants, 101 habitatges, i 73 famílies. La densitat de població era de 396,9 habitants per km².
Dels 101 habitatges en un 34,7% hi vivien nens de menys de 18 anys, en un 63,4% hi vivien parelles casades, en un 5% dones solteres, i en un 27,7% no eren unitats familiars. En el 24,8% dels habitatges hi vivien persones soles el 14,9% de les quals corresponia a persones de 65 anys o més que vivien soles. El nombre mitjà de persones vivint en cada habitatge era de 2,54 i el nombre mitjà de persones que vivien en cada família era de 3,04.
Per edats la població es repartia de la següent manera: un 25,7% tenia menys de 18 anys, un 8,2% entre 18 i 24, un 31,5% entre 25 i 44, un 19,1% de 45 a 60 i un 15,6% 65 anys o més.
L'edat mediana era de 34 anys. Per cada 100 dones de 18 o més anys hi havia 101,1 homes.
La renda mediana per habitatge era de 38.750 $ i la renda mediana per família de 49.688 $. Els homes tenien una renda mediana de 33.750 $ mentre que les dones 19.205 $. La renda per capita de la població era de 18.880 $. Entorn del 3,2% de les famílies i el 3% de la població estaven per davall del llindar de pobresa.

## Poblacions més properes
El següent diagrama mostra les poblacions més properes.